# Emmanuel Faye
Emmanuel Faye (1956) es un filósofo francés conocido por sus estudios sobre los enfoques de la Filosofía con respecto al ser humano y sobre las relaciones de la obra de Heidegger con el nazismo.

## Estudios
Licenciado en Filosofía en 1981, obtuvo el Doctorado en 1994 en la Universidad de París I Panthéon-Sorbonne. Recibió la Habilitación para supervisar investigaciones en la Universidad de París X Nanterre en 2000.

## Profesor universitario
Profesor de la Universidad de París Oeste Nanterre La Défense, entre 1995 y 2009. Actualmente es profesor de Filosofía moderna y contemporánea de la Universidad de Ruan, miembro del Equipo de Investigación Interdisciplinario sobre los Ambientes Culturales (ERIAC) y miembro asociado del Instituto de Investigaciones Filosóficas de Paris Oeste, "Dinámica de la invención".
Faye es el vicepresidente de la Universidad Europea de Investigación. Es miembro de la comisión de lectura de la colección Le Temps philosophique, así como del consejo científico de la revista en línea theologie.geschichte Archivado el 21 de mayo de 2013 en Wayback Machine.. En 2011, Emmanuel Faye ha recibido el doctorado honoris causa de la Academia Brasileña de Filosofía.

## Investigaciones filosóficas
Se dedica a la investigación sobre la Filosofía del Renacimiento francés (Michel de Montaigne, Charles de Bovelles) y la Metafísica de la época clásica (René Descartes, Antoine Arnauld). Descubrió en la Biblioteca Humanista de Sélestat un tratado filosófico inédito de Bovelles -ilustrado por Nicolás de Cusa- Sapiens es que hominem fecit (El hombre sabio es el que hizo al hombre), en el cual realiza la transición de una filosofía de la mente a una filosofía del hombre. Además, se ha pronunciado en contra de las interpretaciones escolásticas y teologizantes de Descartes y considera que el autor de Projet d'une Science universelle qui puisse élever notre nature à son plus haut degré de perfection se inscribe dentro de la continuidad de la filosofía humanista del Renacimiento y desarrolla un pensamiento metafísico de la perfección del hombre.
Más recientemente, ha tratado de demostrar, en su retraducción del latín del diálogo inacabado La Recherche de la Vérité par la lumière naturelle, presentado por Ernst Cassirer, que considera como "la mejor introducción al mundo del pensamiento de Descartes", que se puede hablar de una invención cartesiana de la conciencia moderna, el testimonio de que el filósofo se basa en reconocer al pensamiento una amplitud mayor que la comprensión.[4].

### Heidegger
Sobre la base de los seminarios inéditos de 1933-1935 y los cursos posteriores de Heidegger sobre Nietzsche y la "voluntad de poder", ha sostenido que Martin Heidegger puso su filosofía al servicio de las raíces en la ideología del nacionalsocialismo e intentó justificar el papel de Führer y elevar a la condición de " necesidad metafísica" el desarrollo de supremacismo alemán y la "selección racial del hombre". Faye se apoya también en el estudio de Nicolas Tertulian sobre los originales de las Contribuciones a la Filosofía de Heidegger. La publicación en 2005 de su libro Heidegger, la introducción del nazismo en la filosofía ha generado un debate internacional y nuevas investigaciones. En 2006, llamó en Le Monde a la apertura de los Archivos Heidegger a todos los investigadores.

## Obras

### Monografías
- Philosophie et perfection de l'homme. De la Renaissance à Descartes, Paris, Librairie J. Vrin, «Philologie et Mercure» 1998 ISBN 2-7116-1331-3.

- Heidegger, l'introduction du nazisme dans la philosophie : autour des séminaires inédits de 1933-1935, Paris, Albin Michel, Idées 2005. ISBN 2-226-14252-5 segunda edición: Livre de Poche, 2007 ISBN 978-2-253-08382-5 con un prefacio inédito y una bibliografía de las reseñas de la primera edición). Traducido y publicado en español en 2009.[2]

- Arendt et Heidegger. Extermination nazie et destruction de la pensée, Paris, Albin Michel, collection « Idées », 2016. ISBN 978-2-226-31513-7

### Trabajos colectivos
- Descartes et la Renaissance, Paris, Champion, 1999 ISBN 2-7453-0132-2.
- Cartésiens et augustiniens au XVIIe siècle, Corpus, revue de philosophie, n°37, 2000.
- Chemins de la pensée médiévale, Études offertes à Zénon Kaluza, éd. par P.J.J.M. Bakker en coll. avec E. Faye et C. Grellard, Textes et études du Moyen Age, 20, Turnout, Brepols, 2002.
- Descartes, des principes aux phénomènes, (con J.-P. Cléro), Armand Colin, collection "Recherches", 2012.
- "Rouen, 1662, Montaigne et les Cannibales" (con J.-C. Arnould), Cérédi, collection Actes de colloques et Journées d'études, 2013.
- Heidegger, le sol, la communauté, la race, collection « Le grenier à sel», Paris, Beauchesne, 2014 ISBN 978-2-701-01632-0

### Ediciones de textos
- Antoine Arnauld, Examen d'un écrit qui a pour titre : Traité de l'essence du corps, et de l'union de l'âme avec le corps, contre la philosophie de M. Descartes, Corpus des œuvres de philosophie en langue française, Paris, Fayard, 1999.
- René Descartes, La Recherche de la Vérité par la lumière naturelle, le Livre de Poche, collection "Classiques de la philosophie", traduction et notes par E. Faye, précédée d'un essai introductif: L'invention cartésienne de la conscience, Paris, Librairie Générale Française, 2010 ISBN 978-2-253-06760-3.

### Obras y artículos traducidos
- Heidegger, la introducción del nazismos en la filosofía. En torno a los seminarios inéditos de 1933-1935. Madrid: AKAL, 2009. ISBN 978-84-460-2584-9
- El nacional-socialismo en la filosofía. Ser, historia, técnica y exterminación según Heidegger. En Adiós a Heidegger. México: Ediciones Hombre y Mundo, 2009
- Heidegger o la destrucción de la ética. En Revista Stoa, Vol 4, No 8, julio-diciembre de 2013, pp. 11-31
- La subjetividad y la raza en los escritos de Heidegger. En Julio Quesada Martín (coord.). Heidegger. La voz del nazismo y el final de la filosofía. Xalapa: Editorial de la Universidad Veracruzana, 2013. ISBN 978-607-502-243-7